# Division I 1955-1956
La Division I 1955-1956 è stata la 53ª edizione della massima serie del campionato belga di calcio disputata tra il 4 settembre 1955 e il 27 maggio 1956 e conclusa con la vittoria del R.S.C. Anderlecht, al suo settimo titolo e terzo consecutivo.

## Formula
Come nella stagione precedente le squadre partecipanti furono 16 e disputarono un turno di andata e ritorno per un totale di 30 partite.
Le ultime due classificate vennero retrocesse in Division 2.
La squadra campione fu ammessa alla Coppa dei Campioni 1956-1957.

## Classifica finale
| Pos. | Squadra                      | G  | V  | N  | P  | GF | GS | Punti |
| ---- | ---------------------------- | -- | -- | -- | -- | -- | -- | ----- |
| 1    | R.S.C. Anderlecht            | 30 | 18 | 6  | 6  | 83 | 36 | 42    |
| 2    | Anversa                      | 30 | 14 | 5  | 11 | 55 | 38 | 39    |
| 3    | Royale Union Saint-Gilloise  | 30 | 12 | 5  | 13 | 59 | 46 | 37    |
| 4    | K Berchem Sport              | 30 | 12 | 9  | 9  | 53 | 52 | 33    |
| 5    | K.R.C. Mechelen              | 30 | 13 | 10 | 7  | 55 | 56 | 33    |
| 6    | R.F.C. de Liège              | 30 | 12 | 11 | 7  | 59 | 53 | 31    |
| 7    | R. Charleroi S.C.            | 30 | 12 | 11 | 7  | 52 | 52 | 31    |
| 8    | Standard Liegi               | 30 | 11 | 11 | 8  | 68 | 48 | 30    |
| 9    | Daring Bruxelles             | 30 | 12 | 13 | 5  | 49 | 51 | 29    |
| 10   | R. Beerschot AC              | 30 | 12 | 13 | 5  | 51 | 59 | 29    |
| 11   | Lierse S.K.                  | 30 | 12 | 14 | 4  | 41 | 53 | 28    |
| 12   | La Gantoise                  | 30 | 7  | 11 | 12 | 47 | 42 | 26    |
| 13   | Beeringen                    | 30 | 8  | 13 | 9  | 39 | 52 | 25    |
| 14   | Tilleur FC                   | 30 | 9  | 14 | 7  | 43 | 60 | 25    |
| 15   | K. Waterschei S.V. Thor Genk | 30 | 8  | 16 | 6  | 42 | 63 | 22    |
| 16   | KV Mechelen                  | 30 | 6  | 16 | 8  | 45 | 80 | 20    |

G = Partite giocate; V = Vittorie; N = Nulle/Pareggi; P = Perse; GF = Goal fatti; GS = Goal subiti; 